# Што је мушкарац без бркова?
Што је мушкарац без бркова је хрватски филм снимљен 2005. године. Филм је режирао Хрвоје Хрибар.
Филм "Што је мушкарац без бркова" премијерно је приказан на Сарајево Филм Фестивалу 26. августа 2005. године.

## Радња
Село Смиљево у Далматинској загори. Дознавши да јој је супруг, гастарбајтер на раду у Немачкој, погинуо на послу, млада удовица Татјана од туге занеми пуних 13 месеци. Након што напокон проговори, новцем добијеним од супругова осигурања Татјана упркос противљењу своје сестре Љубице од старе сељанке купи голо кршевито брдо. Кад годину и по касније тим брдом прође траса ауто-пута, Татјана постаје најбогатија удавача у крају. Док она схвата да се заљубила у младог месног свештеника дон Стипана, у село се враћа груби Маринко, повратник из Немачке који са собом доводи своју ћерку Јулијану. А кад се у Јулијану заљуби симпатични хаику песник Станислав, у Смиљево стиже војска дон Стипанова брата близанца, генерала Ивице.

## Улоге
| Глумац          | Улога         |
| --------------- | ------------- |
| Зринка Цвитешић | Татјана       |
| Леон Лучев      | Генерал Ивица |
| Иво Грегуревић  | Маринко       |
| Јелена Лопатић  | Јулија        |
| Марија Шкаричић | Љубица        |

## Награде
- Пулски филмски фестивал 2006. године:[2][4]

1. Златна арена за најбољу главну женску улогу
2. Златна арена занајбољу музику
3. Награда публике Златна врата Пуле

- Сарајево Филм Фестивал 2005. године:[2][3]

1. Срце Сарајева за најбољу глумицу